# محافظة الكويت
محافظة الكويت هو مصطلح يُطلق على عملية ضم الكويت للعراق عسكريًّا، أثناء الاحتلال العراقي لها ما بين 2 أغسطس 1990-26 فبراير 1991، وهي الفترة التي بدأت بالغزو العراقي للكويت ثم حرب الخليج الثانية التي انتهت بتحرير الكويت.
مرت دولة الكويت أثناء الاحتلال بدولة دمية صورية عميلة، أُطلق عليها جمهورية الكويت، أُعلن عن تشكيلها وحلها في فترة لم تدم أربعة أيام، تحديدًا ما بين 4 أغسطس-8 أغسطس 1990، تمهيدًا لضم الكويت إلى جمهورية العراق بوصفها محافظة عراقية.
كانت الحكومة الكويتية الشرعية خلال هذه الأحداث، قد استقرت في مدينة الطائف في السعودية وشكلت حكومة منفى، لحشد الرأي العام ودول العالم لدعم الجهود من أجل تحرير الكويت.